# 吉姆·里奇
吉姆·里奇（Jim Leach；1942年10月15日—2024年12月11日），又名吉姆·利奇。是美國的一位政治人物。在1977年至2007年期間，他是愛奧瓦州選出的美國眾議院議員。他的黨籍在2022年前是共和黨。在2009年至2013年，他是美國人文科學基金的主席。